# Ermanno di Carinzia
Ermanno di Carinzia o Herman Dalmatin (anche noto in latino come Sclavus Dalmata, Secundus; Istria, 1100 circa – 1160 circa) è stato un filosofo, astronomo, astrologo, matematico, traduttore e autore medievale dalmata.

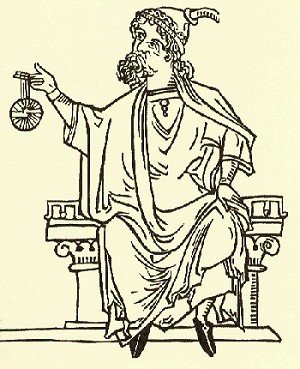
Ermanno di Carinzia (alias Herman Dalmatin, Sclavus Dalmata, Secundus) come rappresentato da Matthew Paris

Assieme ad Adelardo di Bath, Giovanni da Siviglia, Gerardo da Cremona (1114-1187) e Platone di Tivoli (Plato Tiburtinus) (1110-1145) Ermanno è il più importante traduttore di opere dell'astronomia araba nel XII secolo e divulgatore della cultura scientifica araba in Europa. L'influenza esercitata dalle sue traduzioni sullo sviluppo dell'astronomia medievale europea fu di eccezionale importanza.

## Biografia
Secondo le sue stesse informazioni, Ermanno nacque nell'Istria centrale - allora facente parte del Ducato di Carinzia - verso il 1100. Morì verso l'anno 1160.
Molti come lui provenivano dalla scuola monastica benedettina dell'Istria. Si recò poi a studiare in Francia, prima ancora che fosse istituita a Parigi la sua Università, andando a risiedere nella cittadina di Chartres, dove frequentò una delle scuole ospitate nella cattedrale, immediate antesignane delle università vere e proprie. Gli insegnanti a Chartres erano i fratelli Bernardo e Teodorico (conosciuto anche come Thierry); Ermanno studiò peraltro anche a Parigi, ma verso il 1130. La scuola di Chartres era rinomata per i suoi interessi nei confronti del cosiddetto "Platonismo cristiano" e per le scienze naturali, ed è forse in Francia che l'interesse di Ermanno fu catturato dai testi classici che erano diventati assai più disponibili grazie alla meritoria opera di traduzione dal greco di molti capolavori della saggezza antica greca ed ellenistica.
Uno dei discepoli di Ermanno in Francia fu Roberto di Ketton con cui egli viaggiò per quattro anni nel Mediterraneo orientale. Entrambi divennero traduttori dalla lingua araba. A Costantinopoli e Damasco Ermanno acquisì le necessarie conoscenze della scienza araba del periodo, giunta a un livello di incomparabile superiorità rispetto a quello delle povere riflessioni dell'Occidente latino. Verso il 1138 tornò in Europa e divenne subito attivo come studioso in Spagna (allora la punta avanzata delle conoscenze scientifiche nel Vecchio Continente, grazie all'immenso apporto garantito dalla cultura islamica ed ebraica e alla fiorente scuola di traduttori che si era creata) e nel meridione francese, maggiormente legato alla tradizione colta del mondo latino classico. Un'ampia parte delle sue opere è finora rimasta anonima.

## Traduzione del Corano e di altre opere islamiche
La prima traduzione conosciuta del Corano in una lingua europea faceva parte di una commissione di Pietro il Venerabile, Abate di Cluny per tradurre alcuni testi arabi in lingua latina. Questa traduzione del Corano fu intitolata Lex Mahumet pseudoprophete e secondo la maggioranza delle fonti Roberto di Ketton ne fu il principale traduttore. Roberto è noto per aver operato con tre altri traduttori: Ermanno, Marco da Toledo e Muhammad il Saraceno. La commissione, che fu onorata nel 1143, includeva altri testi islamici oltre al Corano, e di due di essi sembra che Ermanno fosse il principale traduttore.
Al tempo di Pietro il Venerabile, Ermanno tradusse due trattati: il De generatione Muhamet et nutritura eius e la Doctrina Muhamet. La traduzione del Corano fu completata da Roberto di Ketton, e sistemata dallo staff dell'Abate di Cluny. Malgrado fosse una traduzione tutt'altro che perfetta, la Lex Mahumet pseudoprophete rimase lo standard per secoli, circolando in forma di manoscritto prima che nel 1543 fosse edita a Basilea da Theodor Bibliander. In questa edizione la traduzione di Ermanno e quella dei due altri trattati ebbe una prefazione di Martin Lutero.

## Traduzione di opere classiche
- Planisphaerium di Claudio Tolomeo. Ermanno tradusse quest'opera (il cui originale era greco) da una traduzione araba, assieme ai commentari di Maslama ibn Ahmad al-Majriti, che lavorò a Cordova nel X secolo.
- Canone dei re di Claudio Tolomeo (Canone Regio). Per lungo tempo si è creduto che la traduzione di quest'opera fosse del tedesco Hermannus Contractus e non di Ermanno di Carinzia.
- Euclide, Geometria di Euclide (Elementa). Ermanno tradusse gli Elementa verso il 1140, forse in collaborazione con Roberto di Ketton (ma vi sono comunque altre traduzioni dell'opera realizzate nel XII secolo).

## Astrologia e astronomia
La prima traduzione a noi nota di Ermanno fu il sesto libro del trattato astrologico - il Liber sextus astronomiae - dell'autore ebraico-arabo Sahl ibn Bishr. Fu realizzata in Spagna nel 1138 col titolo Zaelis fatidica (Profetizzare). Sahl ibn Bishr lo aveva scritto in accordo con l'antica tradizione astrologica greca. I primi cinque libri di Ibn Bishr furono tradotti da Giovanni da Siviglia (Johannes Hispanus) (circa 1090- circa 1150). Il sesto libro mostra tre argomenti tematici che riguardano le influenze sul mondo e i suoi abitanti. L'opera contiene divinazioni basate sui movimenti dei pianeti e delle comete.
Verso il 1140 Ermanno tradusse in latino l'opera astronomica di Abu Ma'shar al-Balkhi, il Kitāb al-madkhal ilā ʿilm aḥkām al nujūm (Libro dell'iniziazione alla conoscenza delle disposizioni relative alle stelle). L'opera contiene quesiti di filosofia greca, di astronomia islamica e di astrologia orientale, e fu dapprima tradotta in latino da Giovanni da Siviglia nel 1133. La traduzione meno letterale di Ermanno fu pubblicata molto tempo dopo, sotto il titolo Liber introductorius in astronomiam Albumasaris, Abalachii (Augusta Vindelicorum, Augusta 1489; Venezia 1495 e 1506). Gran parte della traduzione di Ermanno fu copiata da Ruggero di Hereford nel suo Liber de arte astronomice iudicandi e da Georgius Zothorus Zaparus Fendulus nel suo Liber astrologiae (Liber Albumazarus).
Ermanno approntò una versione delle tavole astronomiche (zij) di Muḥammad ibn Mūsā al-Khwārizmī (di elaborazione sasanide, poi tradotte anche da Adelardo di Bath nel 1126). Tali tavole furono fondamentali per la progettazione scientifica del primo viaggio orceanico di Cristoforo Colombo nel 1492, che portò alla scoperta del continente americano.

## Contributi originali
Il suo contributo originale alla filosofia fu il De essentiis (Sulle essenze). In quest'opera Ermanno discetta delle cinque categorie aristoteliche (causa, motus, spatium, tempo, habitudo). Cominciò a scrivere questo trattato nel 1143 a Tolosa e lo completò lo stesso anno a Béziers. Nel 1982 il libro è stato ristampato in Germania.
Alcune tra le opere attribuite a Ermanno sono:
- di meteorologia (Liber imbrium, "Libro sulle precipitazioni"), tra il 1140 e il 1141;
- di astrologia (De indagatione cordis, "Sull'indagine del cuore"), dopo il 1140.

Nel testo manoscritto del De indagatione cordis vi sono numerosi nomi di scienziati e studiosi la cui opera è stata usata da Ermanno: Abu Ma'shar (787-886), Sahl ibn Bishr, Aomar Tiberia, Abu al-Kindi (801-873), l'astrologo ebreo dell'VIII secolo al-Batrig Mashallah (Messahalla), Hermes e Dorotheos di Sidone. 
- di matematica e astronomia (De mensura, De utilitatibus astrolabii, De compositione et usu astrolabii), prima del 1143. Ermanno fu certamente interessato all'astrolabio (l'immagine mostra Ermanno con un astrolabio).

Molti autori medievali si riferiscono all'opera di Ermanno, ad esempio Alberto Magno (Albert von Bollstädt, Albertus Magnus), maestro di Tommaso d'Aquino, nella sua opera Speculum astronomiae.